# BL 9.2-inch-gun Mk IX–X
Die BL 9.2 inch gun Mk IX bzw. Mk X war eine britische Kanone, die als Schiffsgeschütz und bei der Küstenartillerie von 1899 bis in die 1950er Jahre eingesetzt wurde. Sie gehört zu den am weitesten verbreiteten und am längsten eingesetzten schweren Waffen des Vereinigten Königreichs und des Commonwealth.

## Geschichte
Von der Ausführung Mk IX wurden 1899 lediglich 14 Stück gebaut. Die Ausführung Mk X besaß einen geänderten Verschluss und geänderte Züge im Rohr. Für den Export wurde bei Elswick bzw. Vickers eine geringe Anzahl von Kanonen mit einer Rohrlänge von 45 Kalibern gefertigt. Diese wurden als 9.2 inch gun Mk XIV bezeichnet. Treibladung und Geschoss waren bei der Mk IX/X und der Mk XIV identisch.

## Konstruktion
Die BL 9.2 inch gun Mk IX / Mk X war ein Hinterlader mit gezogenem Lauf. Es kamen sowohl Splittersprenggranaten des Typs Mk IV als auch panzerbrechende Granaten der Typen Mk V (Schiffs- und Küstenartillerie) und Mk VIIA (Eisenbahngeschütze) zur Anwendung. Als Treibladungen wurden die Typen Mk I (51 ½ lb) bzw. MD (60 lb, jeweils ½ Ladung) verwendet.

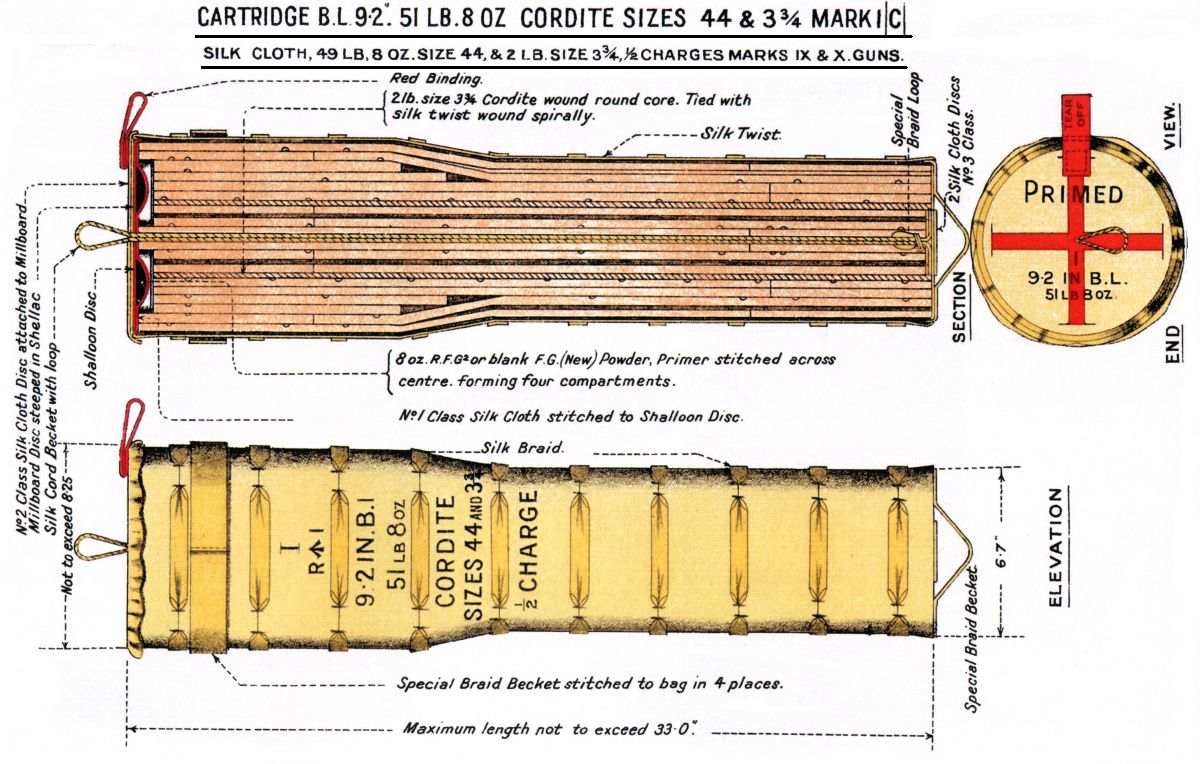
Treibladung Mk I, 51 ½ lb, ½ Ladung
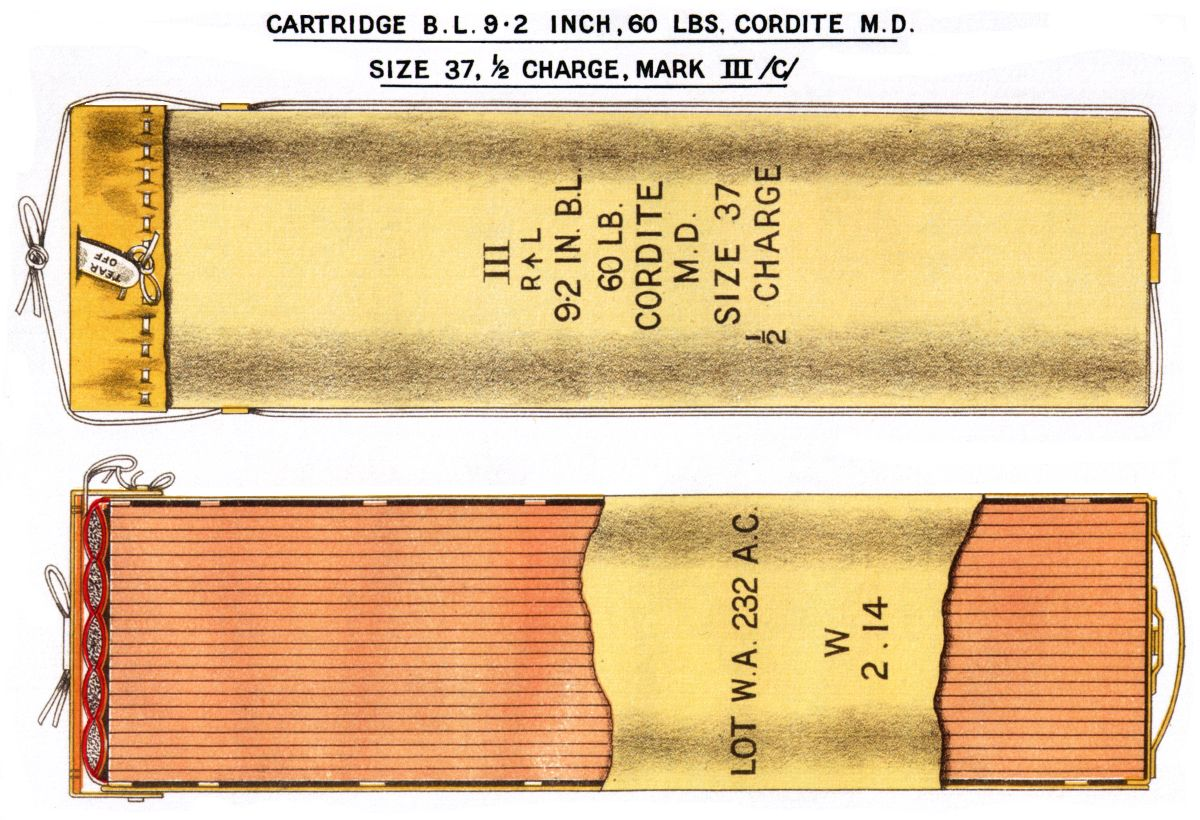
Treibladung MD 60 lb, ½ Ladung
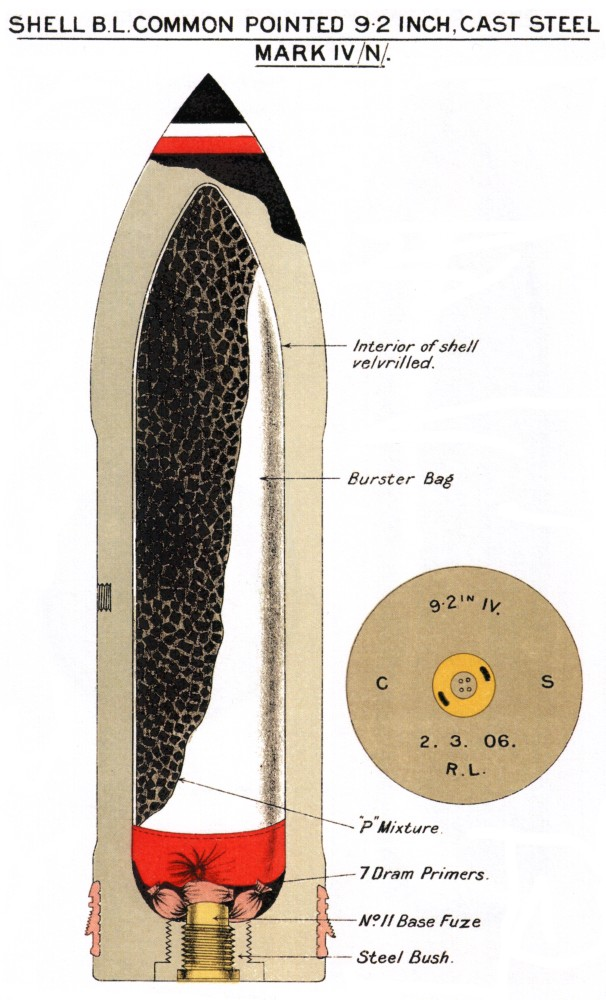
Splittersprenggranate Mk IV
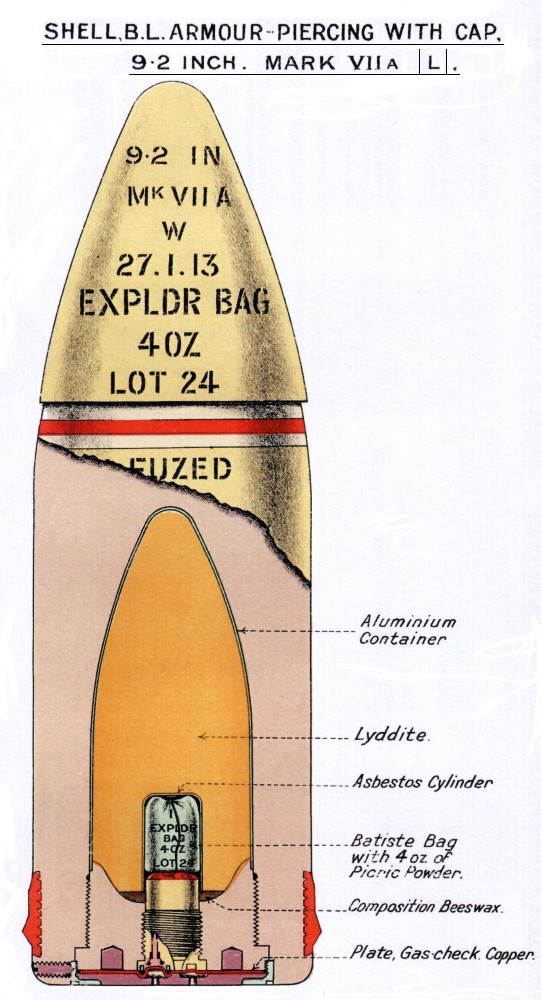
Panzerbrechende Granate Mk VIIA
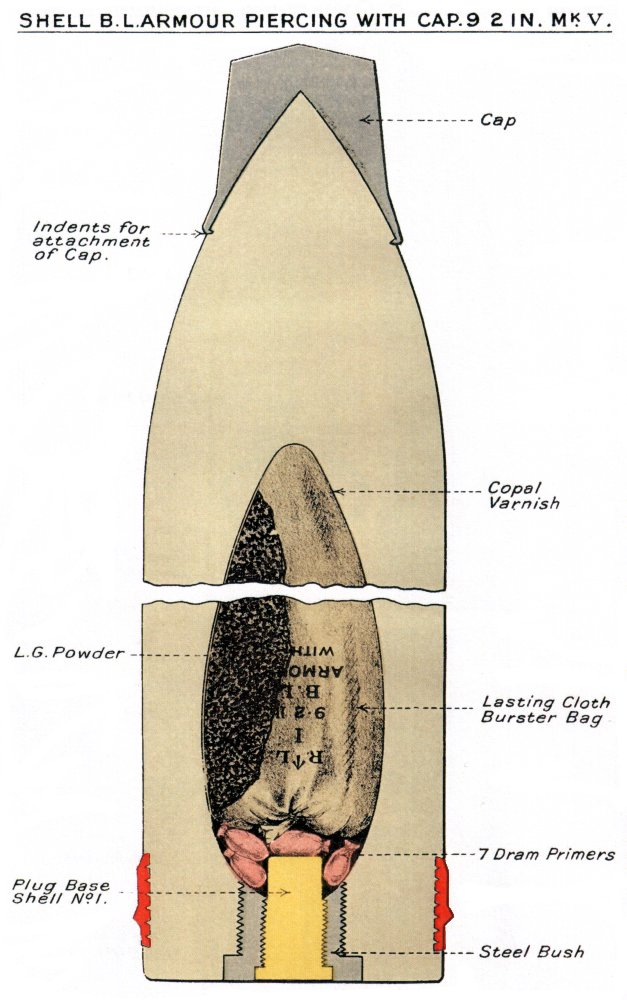
Panzerbrechende Granate Mk V

## Schiffsgeschütz
Die Mk X fand auf den Kreuzerklassen Cressy, Drake und Duke of Edinburgh Verwendung, ebenso auf den Schlachtschiffen der King-Edward-VII-Klasse. Ab 1915 kam sie auf den Monitoren M 15 (Typschiff) bis M 18 zum Einsatz.
Im Jahr 1910 baute die Elswick Ordnance Company 4 Mk XIV aus eigener Fertigung in zwei Zwillingstürmen auf dem griechischen Panzerkreuzer Georgios Averof ein.

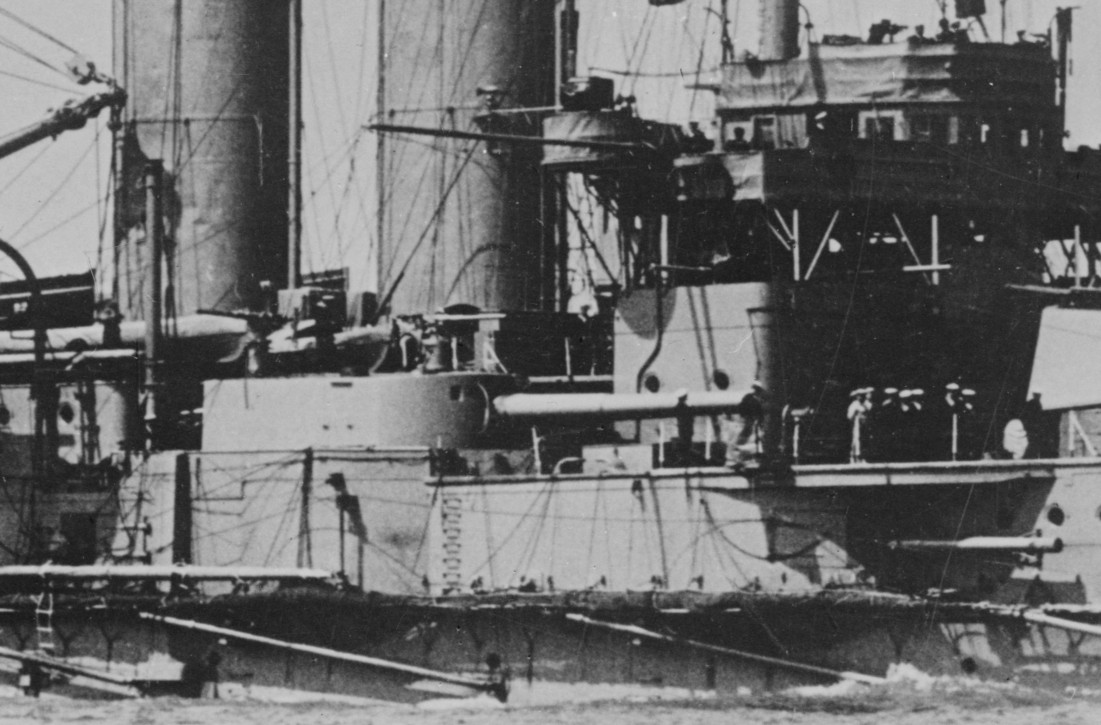
HMS King Edward VII, steuerbord vorn
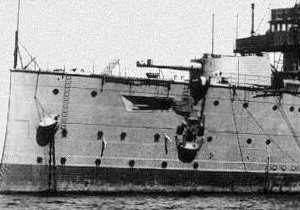
HMS Cressy (1899)

## Küstenartillerie
Kanonen dieses Typs stellten zusammen mit der BL 6 inch Mk VII naval gun die am weitesten verbreitete Bewaffnung der Küstenartillerie dar. Bis April 1918 wurden drei MK IX und insgesamt 53 Mk X aufgestellt. Eine Vielzahl von Geschützen wurde zur Küstenverteidigung in vielen Teilen des Britischen Empires eingesetzt, so beispielsweise in Malta, Singapur und Australien.
Während des Ersten Weltkrieges wurde an dem noch von den Alliierten gehaltenen Teilstück der belgischen Küste einige dieser Kanonen stationiert. Unter dem Kommando von Admiral Sir Reginald Bacon bekämpften sie Stellungen schwerer deutscher Artillerie.

## Eisenbahngeschütz

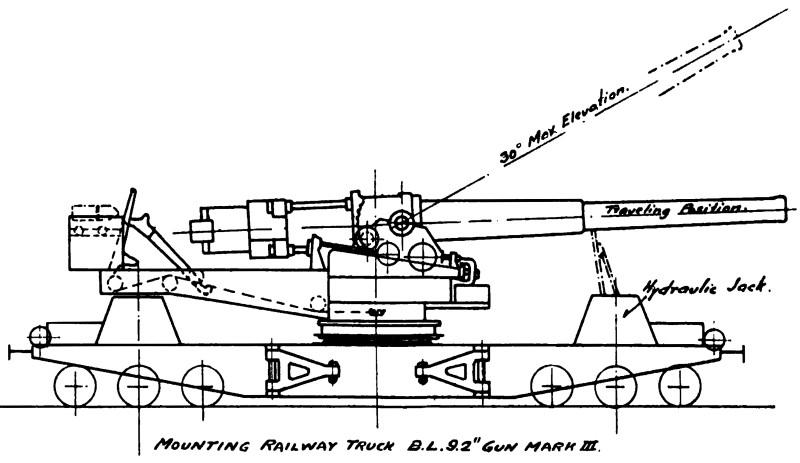
Eisenbahngeschütz BL 9.2 inch Mk X

Die Elswick Ordnance Company baute 1916 zwei Kanonen der Version Mk X und vier ursprünglich für den Export bestimmte und bei Vickers gebaute Mk XIV als Eisenbahngeschütze für den Einsatz an der Westfront und in Belgien um.

## Außerdienststellung
Die Außerdienststellung erfolgte in den 1950er-Jahren, als Raketenartilleriesysteme für die Küstenverteidigung verfügbar wurden.

## Nutzerländer
- Großbritannien
- Australien
- Portugal (BL 9.2-inch Mk XV on Mk IX Mounting)